# Westgate (Iowa)
Pour les articles homonymes, voir Westgate.
Westgate est une ville américaine du comté de Fayette, en Iowa. Elle est incorporée le 6 juillet 1896.